# 東都農駅

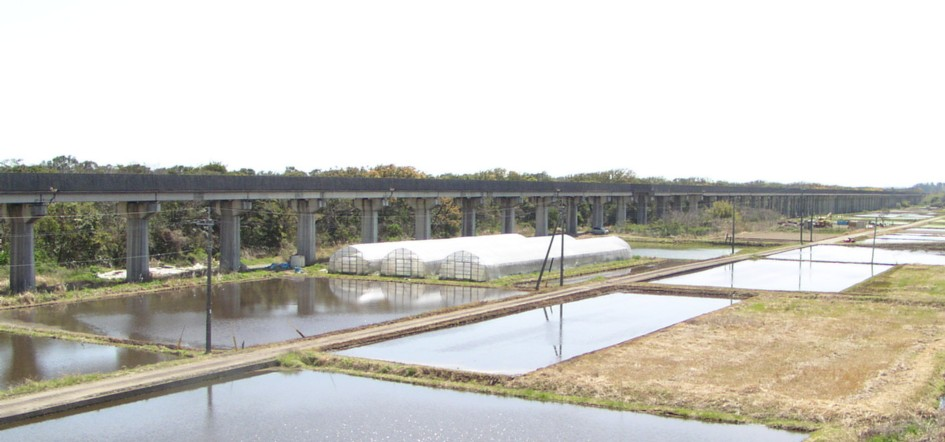
跨線橋から見たリニア実験線

東都農駅（ひがしつのえき）は、宮崎県児湯郡都農町大字川北字山末にある、九州旅客鉄道（JR九州）日豊本線の駅。

## 歴史
- 1952年（昭和27年）8月21日：日本国有鉄道が開設[1][2]。
- 1974年（昭和49年）11月20日：荷物取扱廃止、旅客のみ取扱[3]。無人駅となる[4]。
- 1979年（昭和54年）4月20日：リニア展望台が完成[5]。
- 1987年（昭和62年）4月1日：国鉄分割民営化により、JR九州の駅となる[2]。
- 1996年（平成8年）6月1日：宮崎総合鉄道事業部発足により、大分支社から鹿児島支社に移管。
- 2022年（令和4年）4月1日：宮崎支社の発足により、鹿児島支社から同支社へ移管[6]。

## 駅構造
1線スルー構造の相対式ホーム2面2線を有する地上駅で、跨線橋を備える。無人駅で、駅舎は無く待合所が設置されている。なお、併設されていた都農町のリニア実験線見学施設・資料館は2006年（平成18年）に解体された。

### のりば
| のりば | 路線      | 方向 | 行先                               | 備考   |
| ------ | --------- | ---- | ---------------------------------- | ------ |
| 1      | ■日豊本線 | 上り | （上り）延岡方面・（下り）宮崎方面 | 本線   |
| 2      | ■日豊本線 | 下り | （上り）延岡方面・（下り）宮崎方面 | 待避線 |

- 「方向」は当駅で列車交換を行う場合の進行方向を指す。
- 2017年3月4日のダイヤ改正より1年間、宮崎方面から当駅止まりの普通列車が設定されていた。

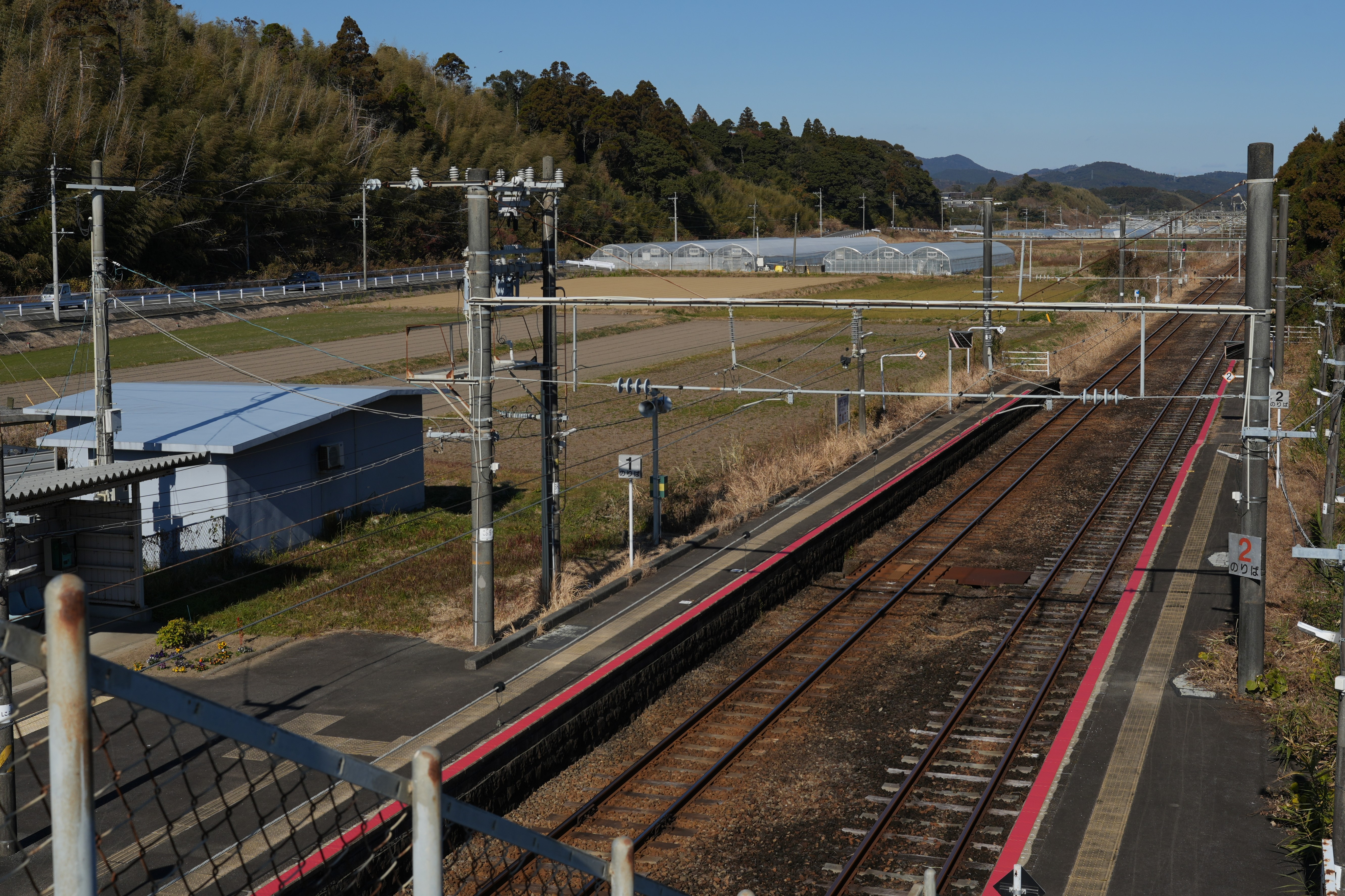
跨線橋から見たホーム

## 利用状況
近年の1日平均乗車人員は以下の通り。
| 年度   | 1日平均 乗車人員 |
| ------ | ---------------- |
| 1996年 | 59               |
| 1997年 | 58               |
| 1998年 | 51               |
| 1999年 | 51               |
| 2000年 | 50               |
| 2001年 | 49               |
| 2002年 | 46               |
| 2003年 | 36               |
| 2004年 | 34               |
| 2005年 | 34               |
| 2006年 | 45               |
| 2007年 | 54               |
| 2008年 | 57               |
| 2009年 | 55               |
| 2010年 | 56               |
| 2011年 | 61               |
| 2012年 | 61               |
| 2013年 | 58               |
| 2014年 | 50               |
| 2015年 | 51               |

## 駅周辺
美々津駅附近から日豊本線沿いにリニア実験線が平行しており、駅構内からも見ることができる。
- 東都農郵便局
- 国道10号

## 隣の駅
九州旅客鉄道（JR九州）
■日豊本線
美々津駅 - 東都農駅 - 都農駅